# Анастасия
Анастаси́я — русское женское имя, женская форма мужского имени Анастасий (Анастас), от др.-греч. ἀνάστασις — «возвращение к жизни, воскресение, возрождение» («возвращённая к жизни»).
Разговорные формы: Настасия и Настасья, просторечные: Анастасея и Настасея.
Самое распространённое уменьшительное имя в русском языке — Настя.
Производные формы: Анастасиюшка, Анастаска, Анастасья, Настася, Настя (Наста), Нася (Наса), Ната, Ная, Наюся, Нюся, Настенька, Настёна, Тёна, Настёха, Настуся, Туся, Настюля (Настуля), Настюня (Настуня), Настюра, Стюра, Настюха, Настюша, Настяха, Стася, Тася, Тая, Ася, Асюша, Сюша, Асюта, Сюта.

В своем интервью 2005 года лингвист, историк русских имён Александра Суперанская отмечала:
Полный триумф — у имени Анастасия. Я недавно была на Чёрном море, и во дворе дома, где мы жили, было восемь Насть в возрасте до 12 лет. И в Москве в каждом дворе есть обязательно Настя.

## Известные личности
- Анастасия Великопольская (до 1164—не ранее 31 мая 1240) — польская княжна, жена Богуслава I герцога Померании, регентша герцогства Щецинского и Демминского с 18 марта 1187 по 1208 год. Мать поморских князей Богуслава II и Казимира II.
- Анастасия Лисовская — по легенде именно так звали Хасеки Хюрре́м Султан или Роксола́ну. Дочь православного священника из Рогатина (ныне в Ивано-Франковской области, Украина). Уведена татарами в рабство. Попала в гарем и стала наложницей, а затем женой османского султана Сулеймана Великолепного, хасеки, матерью султана Селима II.

### В истории России
- Анастасия Ярославна (ок. 1023—1074/1094) — дочь Ярослава Мудрого. Королева Венгрии в 1046—1061 годах.
- Анастасия Гедиминовна (языческое имя Айгу́ста; ок. 1320 — 11 марта 1345) — первая жена князя Симеона Гордого. Дочь Великого князя Литовского Гедимина. На её деньги в 1345 году расписана церковь Спаса на Бору. Расписал её Гойтан.
- Анастасия Захарьина-Юрьева — первая жена царя Ивана Грозного, которую он очень любил. Согласно летописям, обладала всеми женскими добродетелями, смягчала суровый нрав мужа. Также была очень красива.
- Анастасия Михайловна (1860—1922) — великая княжна, дочь великого князя Михаила Николаевича. Внучка Николая I и двоюродная сестра Александра III по мужской линии. Бабушка Фредерика IX по материнской линии и, соответственно, прабабушка королевы Дании Маргрете II.
- Анастасия Николаевна (1901—1918) — великая княжна, дочь Николая II. Долгое время существовала романтичная легенда, по которой Анастасия выжила после расстрела царской семьи. Однако анализ ДНК и реконструкции по черепу найденных останков царской семьи опровергли эту теорию. В 2000 году канонизирована Русской православной церковью вместе со всей царской семьёй.

### Христианские святые
- Анастасия Римская — раннехристианская мученица (I век).
- Анастасия Римская Солунская — раннехристианская преподобномученица (III век).
- Анастасия Узорешительница — христианская великомученица IV века. Названа так за то, что облегчала, или «разрешала», страдания узников-христиан, в том числе своего учителя, Хрисогона Аквилейского.
- Анастасия Патрикия Александрийская — христианская святая. Пустынница. По преданиям, император Юстиниан хотел заполучить её в жёны. Чтобы избежать брака, переоделась в мужскую монашескую одежду, поселилась в пещере и прожила там двадцать восемь лет под именем Анастасий.
- Анастасия Сербская — преподобная (XII в.), в миру Анна Неманич, супруга великого жупана Рашского Стефана І Немани (канонизирован как преподобный Симеон Мироточивый), мать святителя Саввы Сербского.
- Анастасия Романова (1901—1918) — см. предыдущий раздел.

### Деятели культуры
- Анастасия (род. 1965) — российская певица (полное имя — Анастасия Владимировна Минцковская, дев. Протасенко).
- Anastacia (рус. Анасте́йша, род. 1968) — американская поп-певица.

## В искусстве
Крупнейшая церковь, посвященная Святой Анастасии, находится в Вероне, храм Санта Анастасия был основан Теодорихом Великим. Современное здание было закончено в 1481 году.

### В русском фольклоре
- Настасья Микулишна — поленица (женщина-богатырь) в русских былинах новгородского цикла. Дочь богатыря-пахаря Микулы Селяниновича, внучка Матери-Сырой Земли и жена Добрыни Никитича.
- Настасья Королевична — поленица, родом из Литвы. Жена Дуная Ивановича.
- Анастасия Прекрасная[3] — персонаж русских волшебных сказок, собранных А. Н. Афанасьевым. Известна меньше, чем Василиса Прекрасная. Упоминается в русских народных сказках «Федор Тугарин и Анастасия Прекрасная»[4], «Три царства — медное, серебряное и золотое»[5].
- Настасья Золотая Коса[6][7] — персонаж волшебной сказки «Три царства — медное, серебряное и золотое» (в некоторых вариантах сказки упоминается как Анастасия Прекрасная). Образ, по мнению А. Н. Афанасьева, связан с солярными мифами и дохристианским поклонением Солнцу.

### В художественной литературе
- Настасья Филипповна — героиня романа Ф. М. Достоевского «Идиот».
- «Анастасия» — роман Александра Бушкова.
- «Анастасия» — главная героиня книг В. Мегре, имя которой дало название многим организациям, связанных с новым религиозным движением[8] «Звенящие кедры России», а также самим участникам этого движения — «анастасиевцам» («анастасийцам[9]»).
- Анастасия — американский полнометражный анимационный фильм 1997 года.

## Именины
- В православии[10] (даты даны по новому стилю):
  - 4 января
  - 6 января
  - 23 марта
  - 28 апреля
  - 28 мая
  - 1 июня
  - 9 июня
  - 4 июля
  - 17 июля
  - 11 ноября
  - 12 ноября
  - 26 декабря
- В католицизме[11]:
  - 15 апреля
  - 28 октября
  - 25 декабря